# Filips de Goede
Filips de Goede, ook genaamd Filips III van Bourgondië (Dijon, 31 juli 1396 – Brugge, 15 juni 1467), was hertog van Bourgondië van 1419 tot aan zijn dood. Als landsheer (graaf of hertog) van het graafschap Vlaanderen, het hertogdom Brabant, het graafschap Namen en het hertogdom Limburg heeft hij een belangrijke rol gespeeld in de geschiedenis van de Nederlanden. Gedurende een korte periode was hij ook graaf van Charolais. Hij is de stichter van de Orde van het Gulden Vlies.

## Leven en binnenlandse politiek

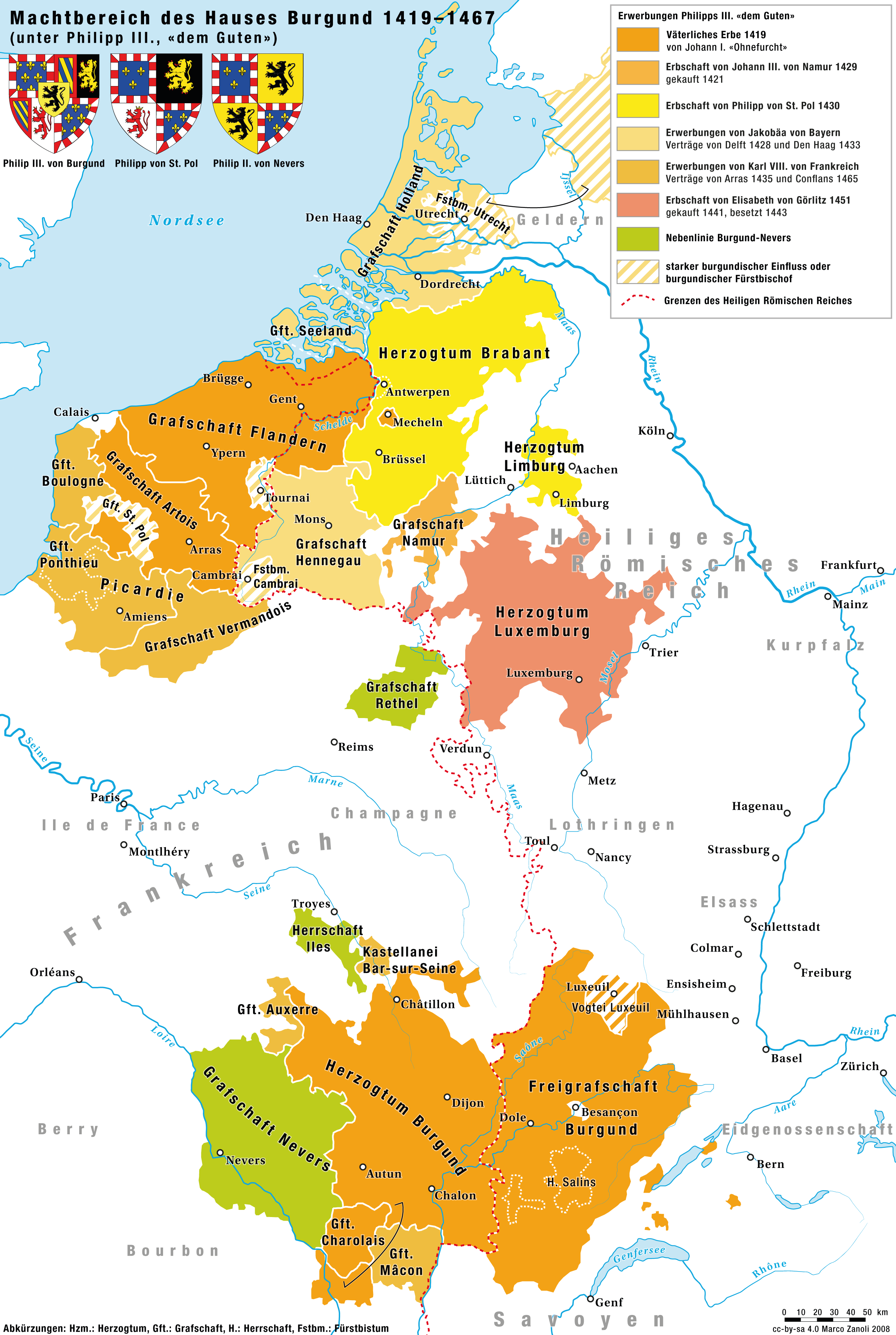
Bourgondië onder Filips de Goede

Filips werd geboren in Bourgondië, maar groeide op in Parijs en later in Vlaanderen en Artesië. Hij had vijf zussen: Margaretha, Maria, Catharina, Anna en Agnes. Na de moord op zijn vader Jan zonder Vrees door de Armagnacs in de Franse Burgeroorlog tussen Armagnacs en Bourguignons, volgde Filips hem op in het hertogdom Bourgondië, het graafschap Vlaanderen en Artesië en wendde zich meer af van de burgeroorlog. Nadien begon Filips aan een indrukwekkende expansie van zijn rijk naar het noordoosten. Hij verwierf vervolgens het graafschap Namen (1429), de hertogdommen Brabant en Limburg (1430), de graafschappen Holland, Zeeland en Henegouwen (1433) alsook het hertogdom Luxemburg (1451).
Hij richtte zich nadien ook op de interne consolidatie van zijn gebieden. In zijn rol als heer van de Nederlandse gewesten voerde hij veel hervormingen door die het bestuur over zijn gebied moesten vergemakkelijken. Vooreerst begon hij aan de invoering van een centraal bestuur voor alle Nederlandse gewesten en een centrale inning van belastingen in de vorm van één enkele som voor het hele gebied, die door de gewesten opgebracht werd volgens een door henzelf vast te stellen verdeelsleutel. Om dit centrale overleg mogelijk te maken, stelde Filips de eerste Staten-Generaal in. Hun eerste belangrijke bijeenkomst was in het jaar 1464 in Brugge. Deze vergadering ging de geschiedenis in als de eerste van de Staten-Generaal. Deze centrale instellingen van Filips legden de basis voor de Nederlanden als land (als groter geheel dan alleen de afzonderlijke gewesten) door de gewesten te confronteren met het feit dat ze gezamenlijke belangen hadden tegenover één enkele vorst.
De Brugse opstand van de ambachten in 1436-1438 werd hard neergeslagen. De Gentse Opstand brak uit in 1449 naar aanleiding van een voorstel tot rechtstreekse belastingheffing vanwege de hertog op het zout. In 1453 werd de Gentse stadsmilitie vernietigend verslagen tijdens de Slag bij Gavere (16.000 tot 20.000 sterven in de slag), een belangrijke stap in de centralisatie van de macht.
In 1454 nam hij na de Val van Constantinopel het kruis aan tijdens het Banket van de Fazant, waar de aanwezigen de beroemde eed bij de fazant zwoeren om op kruistocht te gaan, mogelijk om de nederlaag van zijn vader tijdens de Slag bij Nicopolis van 1396 te wreken.
In de eerste vergadering van de Staten-Generaal werd het regentschap besproken tijdens de afwezigheid van Filips, maar het vertrek sleepte aan en voor hij op kruistocht kon vertrekken, zakte hij vanaf 1465 weg in de seniliteit. Zijn zoon Karel de Stoute nam vanaf dan de staatszaken over.

## Familie
Filips de Goede was de zoon van Jan zonder Vrees en Margaretha van Beieren en trouwde drie keer.
- Eerste huwelijk in 1409 met Michelle van Valois (1395-1422), dochter van Karel VI van Frankrijk en van Isabella van Beieren;
- Tweede huwelijk in 1424 met Bonne van Artesië (1396-1425), dochter van Filips van Artesië en van Maria van Berry, kleindochter van Jan van Berry;
- Derde huwelijk op 7 januari 1430 in Sluis met Isabella van Portugal (1397-1472), nichtje van de Engelse regent Jan van Bedford. Zij kregen drie kinderen:
  - Anton (Brussel, 30 september 1430 – Brussel, 5 februari 1432)
  - Jodocus (Gent, 24 april 1432). Jodocus of Josse van Bourgondië werd slechts vier maanden oud, en werd in de Sint-Jan de Doperkerk, de latere Sint-Baafskathedraal, te Gent gedoopt op 6 mei 1432. Diezelfde dag werd ook het veelluik Lam Gods van Jan Van Eyck en Hubert van Eyck onthuld.
  - Karel de Stoute (1433-1477).

Filips had ook dertig bekende maîtresses en achttien toegegeven bastaardkinderen, onder wie:
- Cornelis van Bourgondië (c. 1420 - 1452), ook bekend als Corneille of Cornelis van Beveren, gedood bij de Slag van Bazel (1452);
- Anton van Bourgondië (1421 - 5 mei 1504), of Antoine, graaf van La Roche, Sainte-Menehould, Guînes, heer van Crèvecoeur en Beveren;
- Maria van Bourgondië (1426 - 1475), gehuwd met Pierre de Bauffremont (1400 - 1472);
- David van Bourgondië, (c. 1427 - 1496) die bisschop van Utrecht werd;
- Anna van Bourgondië (c. 1435 - 1508), gouvernante van Maria van Bourgondië, gehuwd met Adriaan van Borselen en later met Adolf van Kleef-Ravenstein;
- Yolande van Bourgondië (c. 1435-1495), vidamesse van Amiens, gehuwd met Jan van Ailly, burggraaf of vidame van Amiens en heer van Picquigny;
- Rafaël van Bourgondië (c. 1437 - 1508), ook genoemd Raphaël de Marcatellis, abt van de Sint-Baafsabdij in Gent en van de Sint-Pietersabdij in Oudenburg;
- Boudewijn van Bourgondië (c. 1446 - 1508), heer van Fallais, Peer, Boudour, Sint-Annaland, Lovendegem, Zomergem en Fromont;
- Filips van Bourgondië (1464 - 1524), bisschop van Utrecht

Anton en Cornelis zouden zijn lievelingsbastaards geweest zijn; zij droegen (eerst Cornelis, na 1452 Anton) de titel van groot-bastaard van Bourgondië (Grand bâtard de Bourgogne).

## Buitenlandse politiek

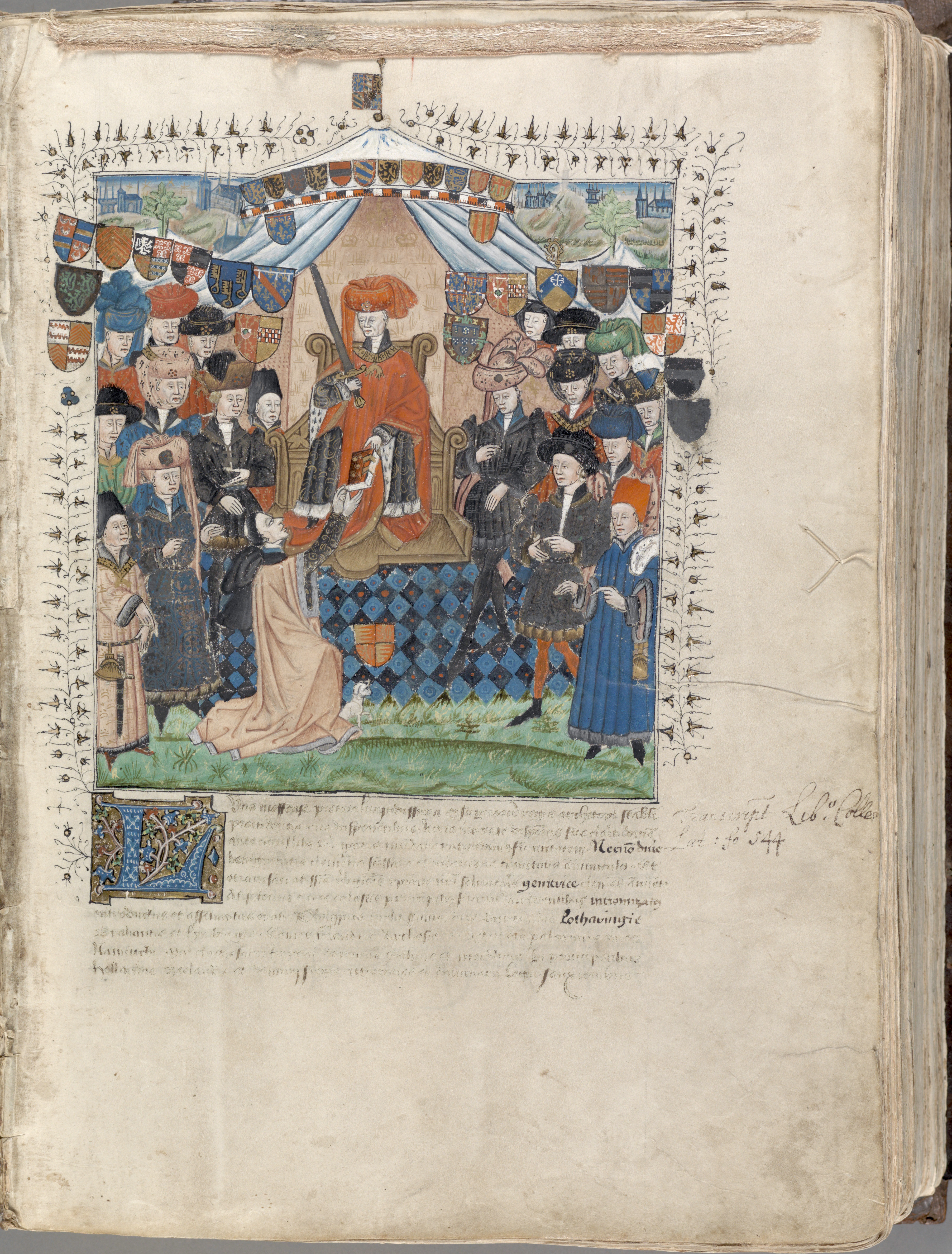
Filips de Goede krijgt het Remissorium Philippi, een register van het archief van de Hollandse graven, waarmee hij goed inzicht kreeg in de talloze privileges die in Holland en Zeeland van kracht waren.

Diplomatiek ging Filips de Goede veel voorzichtiger te werk dan zijn voorganger, Jan zonder Vrees, of zijn opvolger, Karel de Stoute. Hoewel hij handig gebruikmaakte van de tweestrijd tussen Engeland en Frankrijk gedurende de Honderdjarige Oorlog, nam hij zelden direct deel aan het conflict. In 1423 sloot hij een alliantie met het Verdrag van Amiens met de Engelse regent Jan van Lancaster en met hertogdom Bretagne en Arthur III van Bretagne via huwelijken. Jan van Lancaster trouwde met zijn zus Anna van Bourgondië, Arthur van Bretagne met zijn zus Margaretha van Bourgondië. In een campagne tegen de stad Compiègne in 1430 arresteerde hij Jeanne d'Arc, die hij uitleverde aan de Engelsen. Uiteindelijk dwong hij in 1435 de Franse koning tot verzoening in de Vrede van Atrecht en verkreeg gebieden in Picardië en de Somme. In 1436 besloot hij tot het beleg van Calais om deze stad op de Engelsen te veroveren, maar moest zijn pogingen staken.
Zijn expansiepolitiek was vooral gebaseerd op erfenissen en het opkopen van titels in de Lage landen nadat de inkomsten van wegvielen uit het Koninkrijk Frankrijk na de dood van zijn vader. In 1421 kocht hij van de verarmde Jan III van Namen het graafschap Namen.
Na verscheidene ingrepen in de Hoekse en Kabeljauwse twisten liet hij in 1425 zich tot ruwaard en opvolger aanstellen door zijn neef Jan IV van Brabant (1403-1427), mocht Jan kinderloos sterven, en nam uiteindelijk, na het succesvolle Beleg van Gouda, met het verdrag de Zoen van Delft in 1428 zowel het graafschap Holland, Zeeland als Henegouwen over van zijn nicht Jacoba van Beieren (1404-1436) (was tussen 1418 en 1421 getrouwd met Jan van Brabant, vanaf 1423 tot 1426 met Humphrey van Gloucester de broer Engelse regent Jan van Lancaster). In 1433 volgde de volledige overname. In 1430 overleed Filips van Saint-Pol (1404-1430), broer en opvolger Jan van Brabant ook kinderloos en erfde Filips ook het hertogdom Brabant en Limburg.
In 1441 stelde de kinderloze Elisabeth van Görlitz Filips aan als ruwaard en deed in 1443 afstand van het hertogdom Luxemburg. Elisabeth was eerst getrouwd met een oom van Filips Anton van Bourgondië (1384-1415), vader van Jan van Brabant en Filips van Saint-Pol en later met Jan van Beieren (1384-1425). Jan van Beieren betwistte de erfenis van zijn nichtje Jacoba van Beieren en was vanaf het verdrag de Zoen van Woudrichem in 1419 tot aan zijn dood de feitelijke bestuurder over Holland en Zeeland.
Door familieleden aan te stellen tot bisschop in de bisdommen Kamerijk (buitenechtelijke halfbroer Jan van Bourgondië), prinsbisdom Luik (neef Lodewijk van Bourbon) en sticht Utrecht (buitenechtelijke zoon David van Bourgondië) kreeg hij ook deels controle over deze bisdommen.
Hij probeerde ook zijn invloed in Duitsland te vergroten. Hij was als graaf van het Vrijgraafschap Bourgondië, dat ten oosten van het hertogdom Bourgondië lag immers een leenman van de Duitse keizer. Daarom ontving hij in 1442 Frederik III, keizer van het Heilige Roomse Rijk te Besançon. In 1454 reisde hij door Duitsland en bezocht de steden Ulm, Regensburg en Ingolstadt.

## Mecenaat en rijkdom in de Bourgondische paleizen
Het Bourgondische Rijk omvatte de dichtstbevolkte en de rijkste gebieden van West-Europa.
Niet toevallig liet Filips de Goede zich dan de "grand duc du ponant" (groothertog van het westen) noemen, om hierbij zijn onafhankelijkheid de facto van Frankrijk te beklemtonen. Hoewel de burgers in de steden zich door hun economische macht steeds meer privileges begonnen toe te eigenen, profiteerde de aristocratie op extravagante wijze mee van de rijkdom van zijn hof, dat zich uitte in verbijsterend hoge uitgaven aan kleding en stoffen of kunstvoorwerpen. Naar het schijnt zou het hof van Filips de Goede in de periode 1444-1446 tot 2% van de inkomensbegroting (recette générale) hebben gespendeerd in de aankoop van goudbeklede stof en zijde. De Orde van het Gulden Vlies blonk uit in het houden van grootse festiviteiten, waarvan als de meest legendarische wel het Banket van de Fazant moet worden beschouwd, waarin Filips de Goede beloofde op kruistocht te trekken tegen de islamitische heerser van het Ottomaanse Rijk, als vergelding voor de Val van Constantinopel. Wellicht speelde ook het falen van een vorige expeditie onder leiding van zijn vader, Jan zonder Vrees een rol.
De hertog verplaatste zijn hof regelmatig en bouwde schitterende paleizen (Hij liet het Paleis op de Coudenberg in Brussel herbouwen). Het Paleis van de hertogen in Dijon bleef een residentie, maar hij verbleef meer in zijn noordelijke gewesten dan in Bourgondië of in de Franche-Comté. In de Nederlanden verbleef hij vooral in Brussel, Rijsel, Brugge en Gent. Onder de regering van Filips de Goede werden twee universiteiten gesticht. In de Franche-Comté kwam een universiteit in Dole (Jura) (1422) en in Brabant die van Leuven (1426).
Filips de Goede profileerde zich als mecenas voor de culturele revolutie die zich ontwikkelde in deze contreien. Hoewel Filips de Goede zelf eerder een voorstander was van wandtapijten, bereikte de schilderkunst onder Van Eyck en Rogier van der Weyden een hoogtepunt. De Bourgondische school ontstond uit een elite van musici (Gilles Binchois, Robert Morton en later Guillaume Dufay), die dienden in de hofkapel van de hertogen.

## Dood en begraafplaats
Filips de Goede stierf in Brugge en liet de hele stad in rouw. Een rouwstoet en 20.000 toeschouwers zou hem begeleiden naar de Sint-Donaaskerk, waar hij ceremonieel en onder ongeziene pracht en praal werd begraven voor het altaar. In 1476 besliste Karel de Stoute om het stoffelijk overschot van zijn vader, naar diens uitdrukkelijke wens, over te brengen naar het Paleis van de hertogen van Bourgondië in Dijon. Enkel het hart en ingewanden, die reeds apart werden bewaard, zijn achtergebleven in Brugge, tot op het moment van de afbraak van de Sint-Donaaskathedraal in Brugge in 1799. In 2005 eindigde hij op nummer 56 in de Vlaamse versie van De Grootste Belg.

## Titels
- 28 januari 1405 – januari 1431, 5 februari 1432 – april 1432 en augustus 1432 – november 1433 graaf van Charolais als Filips II
- 10 september 1419 – 15 juni 1467 hertog van Bourgondië als Filips II
- 10 september 1419 – 15 juni 1467 graaf van Artesië als Filips V
- 10 september 1419 – 15 juni 1467 paltsgraaf van Bourgondië als Filips V
- 10 september 1419 – 15 juni 1467 graaf van Vlaanderen als Filips III
- 10 september 1419 - 15 juni 1467 heer van Mechelen als Filips II
- 1 maart 1429 – 15 juni 1467 markgraaf van Namen als Filips IV
- 4 augustus 1430 – 15 juni 1467 hertog van Brabant en hertog van Neder-Lotharingen als Filips II
- 4 augustus 1430 – 15 juni 1467 hertog van Limburg als Filips II
- 1433 – 15 juni 1467 graaf van Henegouwen als Filips I
- 1433 – 15 juni 1467 graaf van Holland en Friesland als Filips I
- 1433 – 15 juni 1467 graaf van Zeeland als Filips I
- 20 september 1435 – 15 juni 1467 graaf van Auxerre
- 20 september 1435 – 15 juni 1467 graaf van Mâcon
- 20 september 1435 – 15 juni 1467 graaf van Boulogne
- 20 september 1435 – 15 juni 1467 graaf van Ponthieu
- 20 september 1435 – 15 juni 1467 graaf van Vermandois
- 1443 – 15 juni 1467 hertog van Luxemburg als Filips I

## Conditor Belgii
Na zijn dood werd Filips de Goede bestempeld als 'stichter' of 'eenmaker van de Nederlanden' (conditor Belgii). 'Belgium' werd toen nog in antieke zin opgevat en was in elk geval een ruimer begrip dan de Zuidelijke Nederlanden. Justus Lipsius gebruikte de aanduiding "conditor Belgii", maar werd wellicht voorafgegaan door Pontus Heuterus, in wiens werk we ook de oudst bekende bron terugvinden: Viglius. Het gaat om een aanhaling van een rede die Viglius uitsprak ten overstaan van de vliesridders op 30 november 1565 en waarin hij zei dat Filips de Goede terecht de stichter van het Nederlandse rijk werd genoemd ("qui... meritò Regni Belgici conditor appellatur"). Henri Pirenne interpreteerde de uitdrukking in Belgisch-nationale zin.

## Kwartierstaat (voorouders)
| Jan II van Frankrijk (1319-1364)      | Jan II van Frankrijk (1319-1364)      | Jan II van Frankrijk (1319-1364)      | Jan II van Frankrijk (1319-1364)      | Jan II van Frankrijk (1319-1364)      | Jan II van Frankrijk (1319-1364)      | Bonne van Luxemburg (1315-1349) | Bonne van Luxemburg (1315-1349) | Bonne van Luxemburg (1315-1349)  | Bonne van Luxemburg (1315-1349)  | Bonne van Luxemburg (1315-1349)  | Bonne van Luxemburg (1315-1349)  |                                  |                                  | Lodewijk van Male (1330-1384) | Lodewijk van Male (1330-1384) | Lodewijk van Male (1330-1384)             | Lodewijk van Male (1330-1384)             | Lodewijk van Male (1330-1384)             | Lodewijk van Male (1330-1384)             | Margaretha van Brabant (1323-1380)        | Margaretha van Brabant (1323-1380)        | Margaretha van Brabant (1323-1380) | Margaretha van Brabant (1323-1380) | Margaretha van Brabant (1323-1380) | Margaretha van Brabant (1323-1380) |                             |                             | Keizer Lodewijk de Beier (1282-1347) | Keizer Lodewijk de Beier (1282-1347) | Keizer Lodewijk de Beier (1282-1347) | Keizer Lodewijk de Beier (1282-1347) | Keizer Lodewijk de Beier (1282-1347) | Keizer Lodewijk de Beier (1282-1347) | Margaretha II van Henegouwen (1310-1356) | Margaretha II van Henegouwen (1310-1356) | Margaretha II van Henegouwen (1310-1356) | Margaretha II van Henegouwen (1310-1356) | Margaretha II van Henegouwen (1310-1356) | Margaretha II van Henegouwen (1310-1356) |                                    |                                    | Lodewijk I van Brieg (ca. 1321-1398) | Lodewijk I van Brieg (ca. 1321-1398) | Lodewijk I van Brieg (ca. 1321-1398) | Lodewijk I van Brieg (ca. 1321-1398) | Lodewijk I van Brieg (ca. 1321-1398) | Lodewijk I van Brieg (ca. 1321-1398) | Agnes van Glogau Sagan (1321-1362)   | Agnes van Glogau Sagan (1321-1362)   | Agnes van Glogau Sagan (1321-1362) | Agnes van Glogau Sagan (1321-1362) | Agnes van Glogau Sagan (1321-1362) | Agnes van Glogau Sagan (1321-1362) |  |  |  |  |  |  |  |  |  |  |  |  |  |  |  |  |  |  |  |  |  |  |  |  |  |  |  |  |  |  |  |  |  |  |  |  |  |  |  |  |  |  |  |  |  |  |  |  |
| Jan II van Frankrijk (1319-1364)      | Jan II van Frankrijk (1319-1364)      | Jan II van Frankrijk (1319-1364)      | Jan II van Frankrijk (1319-1364)      | Jan II van Frankrijk (1319-1364)      | Jan II van Frankrijk (1319-1364)      | Bonne van Luxemburg (1315-1349) | Bonne van Luxemburg (1315-1349) | Bonne van Luxemburg (1315-1349)  | Bonne van Luxemburg (1315-1349)  | Bonne van Luxemburg (1315-1349)  | Bonne van Luxemburg (1315-1349)  |                                  |                                  | Lodewijk van Male (1330-1384) | Lodewijk van Male (1330-1384) | Lodewijk van Male (1330-1384)             | Lodewijk van Male (1330-1384)             | Lodewijk van Male (1330-1384)             | Lodewijk van Male (1330-1384)             | Margaretha van Brabant (1323-1380)        | Margaretha van Brabant (1323-1380)        | Margaretha van Brabant (1323-1380) | Margaretha van Brabant (1323-1380) | Margaretha van Brabant (1323-1380) | Margaretha van Brabant (1323-1380) |                             |                             | Keizer Lodewijk de Beier (1282-1347) | Keizer Lodewijk de Beier (1282-1347) | Keizer Lodewijk de Beier (1282-1347) | Keizer Lodewijk de Beier (1282-1347) | Keizer Lodewijk de Beier (1282-1347) | Keizer Lodewijk de Beier (1282-1347) | Margaretha II van Henegouwen (1310-1356) | Margaretha II van Henegouwen (1310-1356) | Margaretha II van Henegouwen (1310-1356) | Margaretha II van Henegouwen (1310-1356) | Margaretha II van Henegouwen (1310-1356) | Margaretha II van Henegouwen (1310-1356) |                                    |                                    | Lodewijk I van Brieg (ca. 1321-1398) | Lodewijk I van Brieg (ca. 1321-1398) | Lodewijk I van Brieg (ca. 1321-1398) | Lodewijk I van Brieg (ca. 1321-1398) | Lodewijk I van Brieg (ca. 1321-1398) | Lodewijk I van Brieg (ca. 1321-1398) | Agnes van Glogau Sagan (1321-1362)   | Agnes van Glogau Sagan (1321-1362)   | Agnes van Glogau Sagan (1321-1362) | Agnes van Glogau Sagan (1321-1362) | Agnes van Glogau Sagan (1321-1362) | Agnes van Glogau Sagan (1321-1362) |  |  |  |  |  |  |  |  |  |  |  |  |  |  |  |  |  |  |  |  |  |  |  |  |  |  |  |  |  |  |  |  |  |  |  |  |  |  |  |  |  |  |  |  |  |  |  |  |
|                                       |                                       |                                       |                                       |                                       |                                       |                                 |                                 |                                  |                                  |                                  |                                  |                                  |                                  |                               |                               |                                           |                                           |                                           |                                           |                                           |                                           |                                    |                                    |                                    |                                    |                             |                             |                                      |                                      |                                      |                                      |                                      |                                      |                                          |                                          |                                          |                                          |                                          |                                          |                                    |                                    |                                      |                                      |                                      |                                      |                                      |                                      |                                      |                                      |                                    |                                    |                                    |                                    |  |  |  |  |  |  |  |  |  |  |  |  |  |  |  |  |  |  |  |  |  |  |  |  |  |  |  |  |  |  |  |  |  |  |  |  |  |  |  |  |  |  |  |  |  |  |  |  |
|                                       |                                       |                                       |                                       | Filips de Stoute (1342-1404)          | Filips de Stoute (1342-1404)          | Filips de Stoute (1342-1404)    | Filips de Stoute (1342-1404)    | Filips de Stoute (1342-1404)     | Filips de Stoute (1342-1404)     |                                  |                                  |                                  |                                  |                               |                               | Margaretha III van Vlaanderen (1350-1405) | Margaretha III van Vlaanderen (1350-1405) | Margaretha III van Vlaanderen (1350-1405) | Margaretha III van Vlaanderen (1350-1405) | Margaretha III van Vlaanderen (1350-1405) | Margaretha III van Vlaanderen (1350-1405) |                                    |                                    |                                    |                                    |                             |                             |                                      |                                      |                                      |                                      | Albrecht van Beieren (1336-1404)     | Albrecht van Beieren (1336-1404)     | Albrecht van Beieren (1336-1404)         | Albrecht van Beieren (1336-1404)         | Albrecht van Beieren (1336-1404)         | Albrecht van Beieren (1336-1404)         |                                          |                                          |                                    |                                    |                                      |                                      | Margaretha van Brieg (ca. 1342–1386) | Margaretha van Brieg (ca. 1342–1386) | Margaretha van Brieg (ca. 1342–1386) | Margaretha van Brieg (ca. 1342–1386) | Margaretha van Brieg (ca. 1342–1386) | Margaretha van Brieg (ca. 1342–1386) |                                    |                                    |                                    |                                    |  |  |  |  |  |  |  |  |  |  |  |  |  |  |  |  |  |  |  |  |  |  |  |  |  |  |  |  |  |  |  |  |  |  |  |  |  |  |  |  |  |  |  |  |  |  |  |  |
|                                       |                                       |                                       |                                       | Filips de Stoute (1342-1404)          | Filips de Stoute (1342-1404)          | Filips de Stoute (1342-1404)    | Filips de Stoute (1342-1404)    | Filips de Stoute (1342-1404)     | Filips de Stoute (1342-1404)     |                                  |                                  |                                  |                                  |                               |                               | Margaretha III van Vlaanderen (1350-1405) | Margaretha III van Vlaanderen (1350-1405) | Margaretha III van Vlaanderen (1350-1405) | Margaretha III van Vlaanderen (1350-1405) | Margaretha III van Vlaanderen (1350-1405) | Margaretha III van Vlaanderen (1350-1405) |                                    |                                    |                                    |                                    |                             |                             |                                      |                                      |                                      |                                      | Albrecht van Beieren (1336-1404)     | Albrecht van Beieren (1336-1404)     | Albrecht van Beieren (1336-1404)         | Albrecht van Beieren (1336-1404)         | Albrecht van Beieren (1336-1404)         | Albrecht van Beieren (1336-1404)         |                                          |                                          |                                    |                                    |                                      |                                      | Margaretha van Brieg (ca. 1342–1386) | Margaretha van Brieg (ca. 1342–1386) | Margaretha van Brieg (ca. 1342–1386) | Margaretha van Brieg (ca. 1342–1386) | Margaretha van Brieg (ca. 1342–1386) | Margaretha van Brieg (ca. 1342–1386) |                                    |                                    |                                    |                                    |  |  |  |  |  |  |  |  |  |  |  |  |  |  |  |  |  |  |  |  |  |  |  |  |  |  |  |  |  |  |  |  |  |  |  |  |  |  |  |  |  |  |  |  |  |  |  |  |
|                                       |                                       |                                       |                                       |                                       |                                       |                                 |                                 |                                  |                                  | Jan zonder Vrees (1371-1419)     | Jan zonder Vrees (1371-1419)     | Jan zonder Vrees (1371-1419)     | Jan zonder Vrees (1371-1419)     | Jan zonder Vrees (1371-1419)  | Jan zonder Vrees (1371-1419)  |                                           |                                           |                                           |                                           |                                           |                                           |                                    |                                    |                                    |                                    |                             |                             |                                      |                                      |                                      |                                      |                                      |                                      |                                          |                                          |                                          |                                          | Margaretha van Beieren (1363-1423)       | Margaretha van Beieren (1363-1423)       | Margaretha van Beieren (1363-1423) | Margaretha van Beieren (1363-1423) | Margaretha van Beieren (1363-1423)   | Margaretha van Beieren (1363-1423)   |                                      |                                      |                                      |                                      |                                      |                                      |                                    |                                    |                                    |                                    |  |  |  |  |  |  |  |  |  |  |  |  |  |  |  |  |  |  |  |  |  |  |  |  |  |  |  |  |  |  |  |  |  |  |  |  |  |  |  |  |  |  |  |  |  |  |  |  |
|                                       |                                       |                                       |                                       |                                       |                                       |                                 |                                 |                                  |                                  | Jan zonder Vrees (1371-1419)     | Jan zonder Vrees (1371-1419)     | Jan zonder Vrees (1371-1419)     | Jan zonder Vrees (1371-1419)     | Jan zonder Vrees (1371-1419)  | Jan zonder Vrees (1371-1419)  |                                           |                                           |                                           |                                           |                                           |                                           |                                    |                                    |                                    |                                    |                             |                             |                                      |                                      |                                      |                                      |                                      |                                      |                                          |                                          |                                          |                                          | Margaretha van Beieren (1363-1423)       | Margaretha van Beieren (1363-1423)       | Margaretha van Beieren (1363-1423) | Margaretha van Beieren (1363-1423) | Margaretha van Beieren (1363-1423)   | Margaretha van Beieren (1363-1423)   |                                      |                                      |                                      |                                      |                                      |                                      |                                    |                                    |                                    |                                    |  |  |  |  |  |  |  |  |  |  |  |  |  |  |  |  |  |  |  |  |  |  |  |  |  |  |  |  |  |  |  |  |  |  |  |  |  |  |  |  |  |  |  |  |  |  |  |  |
|                                       |                                       |                                       |                                       |                                       |                                       |                                 |                                 |                                  |                                  |                                  |                                  |                                  |                                  |                               |                               |                                           |                                           |                                           |                                           |                                           |                                           |                                    |                                    |                                    |                                    |                             |                             |                                      |                                      |                                      |                                      |                                      |                                      |                                          |                                          |                                          |                                          |                                          |                                          |                                    |                                    |                                      |                                      |                                      |                                      |                                      |                                      |                                      |                                      |                                    |                                    |                                    |                                    |  |  |  |  |  |  |  |  |  |  |  |  |  |  |  |  |  |  |  |  |  |  |  |  |  |  |  |  |  |  |  |  |  |  |  |  |  |  |  |  |  |  |  |  |  |  |  |  |
|                                       |                                       |                                       |                                       |                                       |                                       |                                 |                                 |                                  |                                  |                                  |                                  |                                  |                                  |                               |                               |                                           |                                           |                                           |                                           |                                           |                                           |                                    |                                    |                                    |                                    |                             |                             |                                      |                                      |                                      |                                      |                                      |                                      |                                          |                                          |                                          |                                          |                                          |                                          |                                    |                                    |                                      |                                      |                                      |                                      |                                      |                                      |                                      |                                      |                                    |                                    |                                    |                                    |  |  |  |  |  |  |  |  |  |  |  |  |  |  |  |  |  |  |  |  |  |  |  |  |  |  |  |  |  |  |  |  |  |  |  |  |  |  |  |  |  |  |  |  |  |  |  |  |
| Margaretha van Bourgondië (1393-1442) | Margaretha van Bourgondië (1393-1442) | Margaretha van Bourgondië (1393-1442) | Margaretha van Bourgondië (1393-1442) | Margaretha van Bourgondië (1393-1442) | Margaretha van Bourgondië (1393-1442) |                                 |                                 | Maria van Bourgondië (1393-1463) | Maria van Bourgondië (1393-1463) | Maria van Bourgondië (1393-1463) | Maria van Bourgondië (1393-1463) | Maria van Bourgondië (1393-1463) | Maria van Bourgondië (1393-1463) |                               |                               | Isabelle van Bourgondië (1395-1412)       | Isabelle van Bourgondië (1395-1412)       | Isabelle van Bourgondië (1395-1412)       | Isabelle van Bourgondië (1395-1412)       | Isabelle van Bourgondië (1395-1412)       | Isabelle van Bourgondië (1395-1412)       |                                    |                                    | Filips de Goede (1396-1467)        | Filips de Goede (1396-1467)        | Filips de Goede (1396-1467) | Filips de Goede (1396-1467) | Filips de Goede (1396-1467)          | Filips de Goede (1396-1467)          |                                      |                                      | Catharine van Bourgondië (1400-1414) | Catharine van Bourgondië (1400-1414) | Catharine van Bourgondië (1400-1414)     | Catharine van Bourgondië (1400-1414)     | Catharine van Bourgondië (1400-1414)     | Catharine van Bourgondië (1400-1414)     |                                          |                                          | Anna van Bourgondië (1404-1432)    | Anna van Bourgondië (1404-1432)    | Anna van Bourgondië (1404-1432)      | Anna van Bourgondië (1404-1432)      | Anna van Bourgondië (1404-1432)      | Anna van Bourgondië (1404-1432)      |                                      |                                      | Agnes van Bourgondië (1407-1476)     | Agnes van Bourgondië (1407-1476)     | Agnes van Bourgondië (1407-1476)   | Agnes van Bourgondië (1407-1476)   | Agnes van Bourgondië (1407-1476)   | Agnes van Bourgondië (1407-1476)   |  |  |  |  |  |  |  |  |  |  |  |  |  |  |  |  |  |  |  |  |  |  |  |  |  |  |  |  |  |  |  |  |  |  |  |  |  |  |  |  |  |  |  |  |  |  |  |  |

## Folklore

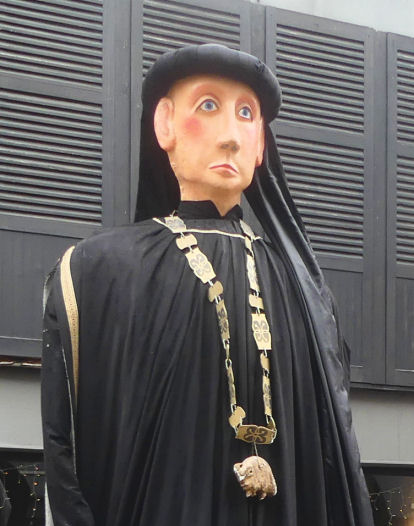
Reus Filips de Goede, Brussel

Het Bruegelcomité in de Marollen liet een reus bouwen van de hertog. Hij is gekleed in de dracht van een Vliesridder.